# Cedrick Mabwati Gerard
Cedrick Mabwati Gerard (8 de marzo de 1992) es un futbolista congoleño y nacionalizado español. Juega de centrocampista y actualmente milita en el Marbella Fútbol Club del grupo IX la Tercera Federación de España.

## Biografía
Nació en Kinshasa, capital de su país, la República Democrática del Congo, aunque abandonó el país junto con su familia por motivos políticos. Recalaron inicialmente en Camerún y a los doce años se trasladó a Salamanca en España, donde se estableció con su madre y dos hermanos. Aquí comenzó su actividad futbolística, primero en el colegio y después pasó a las categorías inferiores de la Unión Deportiva Santa Marta, club de la mayor localidad del área metropolitana salmantina. Fue con el equipo cadete santamartino con el que marca un gol en un partido contra el cadete del Atlético de Madrid, destacando a los ojos de los técnicos colchoneros, siendo fichado para la cantera atlética.
Tras incorporarse a la división cadete del Atlético desarrolla una meteórica carrera hasta debutar en el Atlético de Madrid B y después en el primer equipo el 6 de enero de 2010, en partido de Copa del Rey contra el Recreativo de Huelva.
En la temporada 2010/11 fue cedido al C. D. Numancia donde jugó 3.370 minutos en 40 partidos, marcando 8 goles.
Tras el fichaje de Juanfran por el Atlético de Madrid, Osasuna obtuvo una opción preferencial por el congoleño, que hubiera tenido lugar en caso de que el club del Manzanares lo recuperase al finalizar la campaña 2010/11. Al no producirse esto, pasa a engrosar definitivamente la plantilla del Numancia.
Tras dos buenas campañas en Soria militando en Segunda División, en el verano de 2013, se hace público su fichaje por el Real Betis, tras abonar 1 Euro a la LFP por su cláusula de rescisión.
A pocos días de cerrar el mercado de fichajes en agosto de 2014, se anunció la cesión de Cedrick al C. A. Osasuna de la Segunda División.
El 30 de enero de 2015 el Real Betis Balompié lo vendió al Columbus Crew de la MLS por 1 millón de dólares, pero continuará cedido hasta final de temporada en CA Osasuna.
El 27 de diciembre de 2016 es fichado por el UCAM Murcia Club de Fútbol, donde apenas dispuso de minutos. En febrero de 2017 sufrió una rotura del ligamento cruzado anterior de rodilla que le obligó a pasar por quirófano y perderse el resto de la temporada. Al final de la misma, queda libre y sin equipo.
El 21 de febrero de 2018 se incorpora al Real Murcia CF como jugador a prueba, pero no llegó a firmar un acuerdo. En verano de ese año ficha por el Inter de Madrid de la segunda división B.
El 22 de diciembre de 2020 se anunció su fichaje por el Real Avilés de la Tercera División de España. Tras temporada y media en el club realavilesino, con el que disputa una campaña en la Segunda División RFEF, no es renovado. Y el 15 de julio de 2022, el Marbella F. C. del grupo IX de la Tercera Federación, anuncia su contratación.

## Selección nacional
Fue convocado en 2009, por la selección nacional del Congo Sub-20 para realizar una serie de entrenamientos y disputar un amistoso de preparación para las eliminatorias de la Copa de África y para la Copa del Mundo 2011 de la categoría.
El 6 de septiembre de 2014 hace su debut oficial con la selección nacional del Congo en el partido de clasificación para la Copa Africana de Naciones 2015 perdiendo por 0-2 contra la selección de fútbol de Camerún.

## Clubes
| Club                             | País           | Año       | Partidos | Goles |
| -------------------------------- | -------------- | --------- | -------- | ----- |
| Atlético de Madrid "B"           | España         | 2008−2010 | 54       | 4     |
| Atlético de Madrid               | España         | 2009      | 1        | 0     |
| C. D. Numancia (cedido)          | España         | 2010-2011 | 41       | 8     |
| C. D. Numancia                   | España         | 2011-2013 | 70       | 4     |
| Real Betis Balompié              | España         | 2013-2014 | 35       | 3     |
| C. A. Osasuna (cedido)           | España         | 2014-2015 | 30       | 0     |
| Columbus Crew SC                 | Estados Unidos | 2015-2016 | 30       | 2     |
| UCAM Murcia C. F.                | España         | 2016-2017 | 4        | 0     |
| Internacional de Madrid Boadilla | España         | 2018-2020 | 3        | 0     |
| C. D. Tudelano                   | España         | 2020      | 0        | 0     |
| Real Avilés                      | España         | 2020-2022 | 49       | 4     |
| Marbella F. C.                   | España         | 2022-     |          |       |